# One Love Peace Concert
Das One Love Peace Concert fand am 22. April 1978 im Kingston National Stadium in Kingston statt. 
Vor ca. 32.000 Zuschauern traten Reggae- und Musikgrößen aus Jamaika auf. Darunter waren u. a. The Meditations, Althea & Donna, Dillinger, Mighty Diamonds, Culture, Dennis Brown, Leroy Smart, Inner Circle,  Big Youth, Beres Hammond und Peter Tosh.
Höhepunkt des Konzerts war der Auftritt von Bob Marley & The Wailers. Marley versöhnte bei diesem Konzert die Vorsitzenden der zwei dominierenden politischen Parteien Jamaikas, Michael Manley von der regierenden People’s National Party (PNP) und Edward Seaga von der Jamaica Labour Party (JLP), miteinander. Zuvor hatten sich verfeindete bewaffnete Gruppen der beiden Parteien bürgerkriegsähnlich bekämpft. Marley bewog Manley und Seaga auf der Bühne zu einem symbolischen Handschlag, der die bürgerkriegsähnlichen Zustände vorübergehend beenden konnte. 